# Championnat de Pologne de football 1936
Navigation
Édition précédente Édition suivante
La saison 1936 du championnat de Pologne est la quinzième saison de l'histoire de la compétition. Cette édition a été remportée par le Ruch Chorzów pour la quatrième fois consécutive, devant le Wisła Cracovie.

## Les clubs participants
| Club                  | Ville          |
| --------------------- | -------------- |
| Dąb Katowice          | Katowice       |
| Garbarnia Cracovie    | Cracovie       |
| Legia Varsovie        | Varsovie       |
| LKS Łódź              | Lódź           |
| Pogoń Lvov            | Lvov           |
| Ruch Chorzów          | Chorzów        |
| Sląsk Świętochłowice  | Świętochłowice |
| Warszawianka Varsovie | Varsovie       |
| Warta Poznań          | Poznań         |
| Wisła Cracovie        | Cracovie       |

## Compétition

### Classement
| Rang | Équipe                | Pts | J  | G  | N | P  | Bp | Bc | Diff |
| ---- | --------------------- | --- | -- | -- | - | -- | -- | -- | ---- |
| 1    | Ruch Chorzów          | 24  | 18 | 11 | 2 | 5  | 50 | 33 | +17  |
| 2    | Wisła Cracovie        | 22  | 18 | 10 | 2 | 6  | 30 | 24 | +6   |
| 3    | Warta Poznań          | 21  | 18 | 10 | 1 | 7  | 43 | 31 | +12  |
| 4    | Garbarnia Cracovie    | 21  | 18 | 9  | 3 | 6  | 32 | 27 | +5   |
| 5    | Warszawianka Varsovie | 21  | 18 | 9  | 3 | 6  | 30 | 27 | +3   |
| 6    | Pogoń Lvov            | 19  | 18 | 9  | 1 | 8  | 36 | 29 | +7   |
| 7    | ŁKS Łódź              | 19  | 18 | 8  | 3 | 7  | 37 | 32 | +5   |
| 8    | Dąb Katowice (P)      | 14  | 18 | 7  | 0 | 11 | 29 | 43 | -14  |
| 9    | Śląsk Świętochłowice  | 11  | 18 | 4  | 3 | 11 | 31 | 40 | -9   |
| 10   | Legia Varsovie        | 8   | 18 | 3  | 2 | 13 | 34 | 46 | -12  |

| Légende | Légende               |
| ------- | --------------------- |
|         | Champion de Pologne   |
|         | Relégation en Klasa A |
|         | (P) : Promu           |

## Meilleurs buteurs
| # | Joueur               | Équipe       | Buts |
| - | -------------------- | ------------ | ---- |
| 1 | Ernest Wilimowski    | Ruch Chorzów | 18   |
|   | Teodor Peterek       | Ruch Chorzów | 18   |
| 3 | Kajetan Kryszkiewicz | Warta Poznań | 13   |
|   | Edmund Lewandowski   | ŁKS Łódź     | 13   |
|   | Michał Matyas        | Pogoń Lvov   | 13   |